# Рустам
Руста́м, Росте́м (пехл. Rodastahm, Rostahm; перс. رستم‎ от др.-иран. *Rau̯das-taxma «мощнотелый» курдс. Rostemê Zal) — легендарный герой персидского народного эпоса, одна из центральных фигур написанного Фирдоуси «Шахнаме».

## Предание
В «Шахнаме» Фирдоуси поэма о богатыре Рустаме (и его сыне Сухрабе, Сохрабе) занимает более трети от общего объёма. Рустам — наряду с Сиявушем и Исфандияром — главные эпические герои «Шахнаме». Основным материалом для Фирдоуси при создании образа Рустама явился цикл сакско-согдийских сказаний о легендарном богатыре.
Рустам родился в Забулистане, стране, лежащей на стыке Ирана и Афганистана. Появился на свет будущий герой с помощью кесарева сечения, сделать которое посоветовала его родителям волшебная птица Симург. Рустам проявил себя, ещё будучи ребёнком, богатырём, обладая необыкновенной силой, мужеством, умом и благородством. Рождённый в Иране, изображаемом в поэме как «страна света», он постоянно противостоит Турану, стране мрака и демонов, и его повелителю Афрасиабу. Находясь на службе у недалёкого и злобного шаха Ирана Кай Кавуса, Рустам совершает множество подвигов, постоянно выручая своего повелителя: побеждает дракона и льва, разрушает коварные планы злой колдуньи, побеждает и убивает дивов и демонов, освобождает из плена шаха, ослеплённого колдовством Белого Дива.
Большой помощью для героя является его боевой конь Рахш (Молния) — верный, могучий и мудрый. Когда во время сна Рустама, находящегося на охоте в Туране, Рахша похищает отряд туранцев, герой в поисках своего коня приходит в город Саманган. Здесь он влюбляется в дочь местного шаха Тахмину и женится на ней. Найдя Рахша, Рустам на следующий день после брачной ночи покидает свою жену и уезжает в Иран, а Тахмина рожает через «сорок семидневок» сына Сухраба. Когда мальчик подрос, она рассказывает ему об отце и даёт ему браслет с драгоценным рубином, который ей специально оставил Рустам и по которому тот должен был узнать сына. Сухраб отправляется на поиски Рустама, совершает множество подвигов, но вследствие случайности гибнет на поединке с собственным отцом, узнавшим его затем по камню на браслете. Согласно легенде, Рустам прожил более 500 лет, после чего погиб в результате предательства со стороны членов своей же семьи.
Предание о Рустаме и Сухрабе имеет много общего с осетинскими (нартскими), германскими и кельтскими героическими легендами и мифами. К Рустаму, сыну Зальзара, восходит имя и некоторые сюжеты с участием Еруслана Лазаревича, персонажа русского фольклора.